# Nacionalcatolicismo

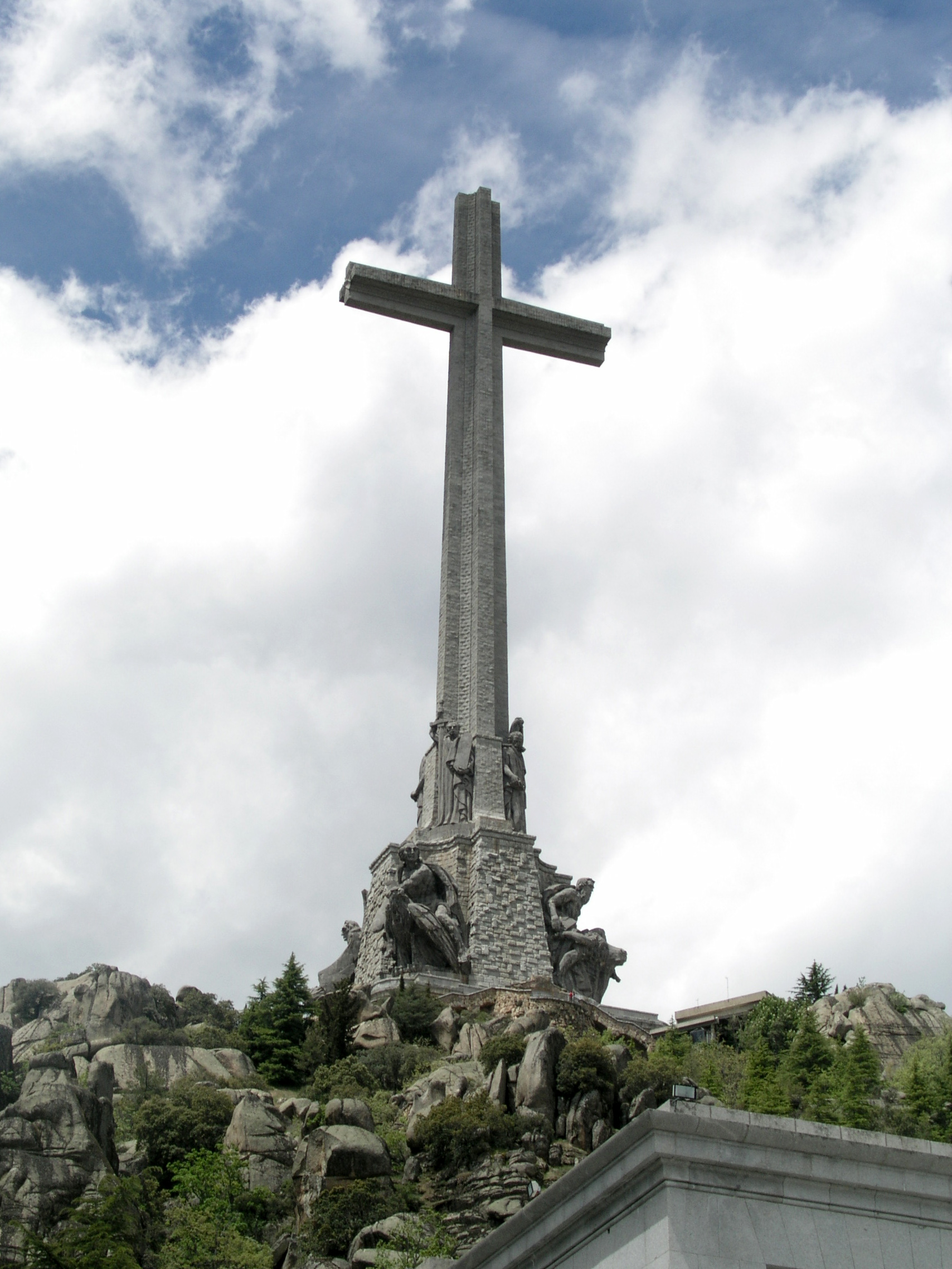
La cruz del Valle de los Caídos

El nacionalcatolicismo es la denominación con la que se conoce una de las señas de identidad ideológica del franquismo, el régimen dictatorial con el que Francisco Franco gobernó España entre 1939 y 1975, con algunos paralelos con el del Estado Novo portugués  bajo el régimen autoritario, católico y corporativo de Antonio de Oliveira Salazar entre 1933 y 1974 o el del dictador católico Ante Pavelić (1941-1945) en la Croacia ocupada por los nazis. 
Se atribuye la invención del término al canónigo sevillano José María González Ruiz cuando en una entrevista de una revista francesa hizo un juego de palabras irónico entre nacionalsindicalismo, la ideología oficial del régimen franquista, y el nacionalsocialismo alemán. El término adquirió carácter científico cuando el historiador y jesuita Alfonso Álvarez Bolado le dedicó varios artículos que fueron recopilados en un libro publicado en 1976 por la editorial de Cuadernos para el Diálogo con el título El experimento del nacionalcatolicismo, 1939-1975. Por su parte, A. Botti considera que el término debió ser acuñado durante la guerra civil española por los «ideólogos del falangismo católico», pero reconoce que su origen «queda todavía impreciso y su empleo es muy parco hasta principios de los años sesenta».
En el caso de la dictadura franquista, lo que se trató de conseguir no fue «únicamente una identificación entre catolicismo y nación española», sino que se pretendió «establecer una identidad entre religión católica y un régimen político concreto, interpretando que sólo el franquismo encarnaba la nación española, excluyendo a quienes conformaban la "anti-España"».

## Historia

### Antecedentes

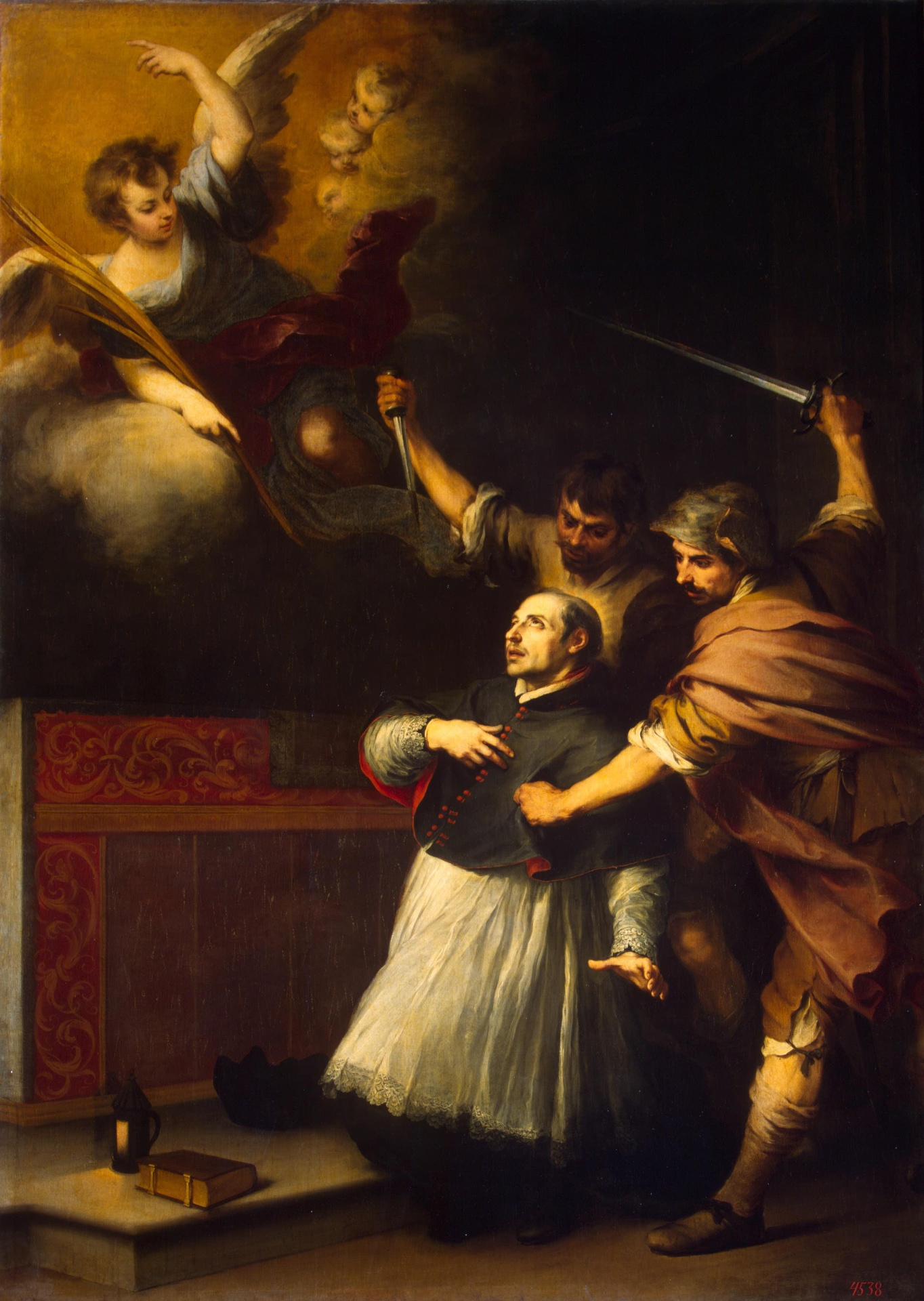
Asesinato del inquisidor Pedro de Arbués (1664), por Murillo (originalmente en la Capilla de la Inquisición, Sevilla. Actualmente en el Museo del Hermitage, San Petersburgo). Arbués fue asesinado en 1485 en la Catedral de Zaragoza (España) por un grupo de judeoconversos, un crimen que horrorizó a la población y que reafirmó la fe católica de la Monarquía Hispánica frente a otras confesiones como el judaísmo.

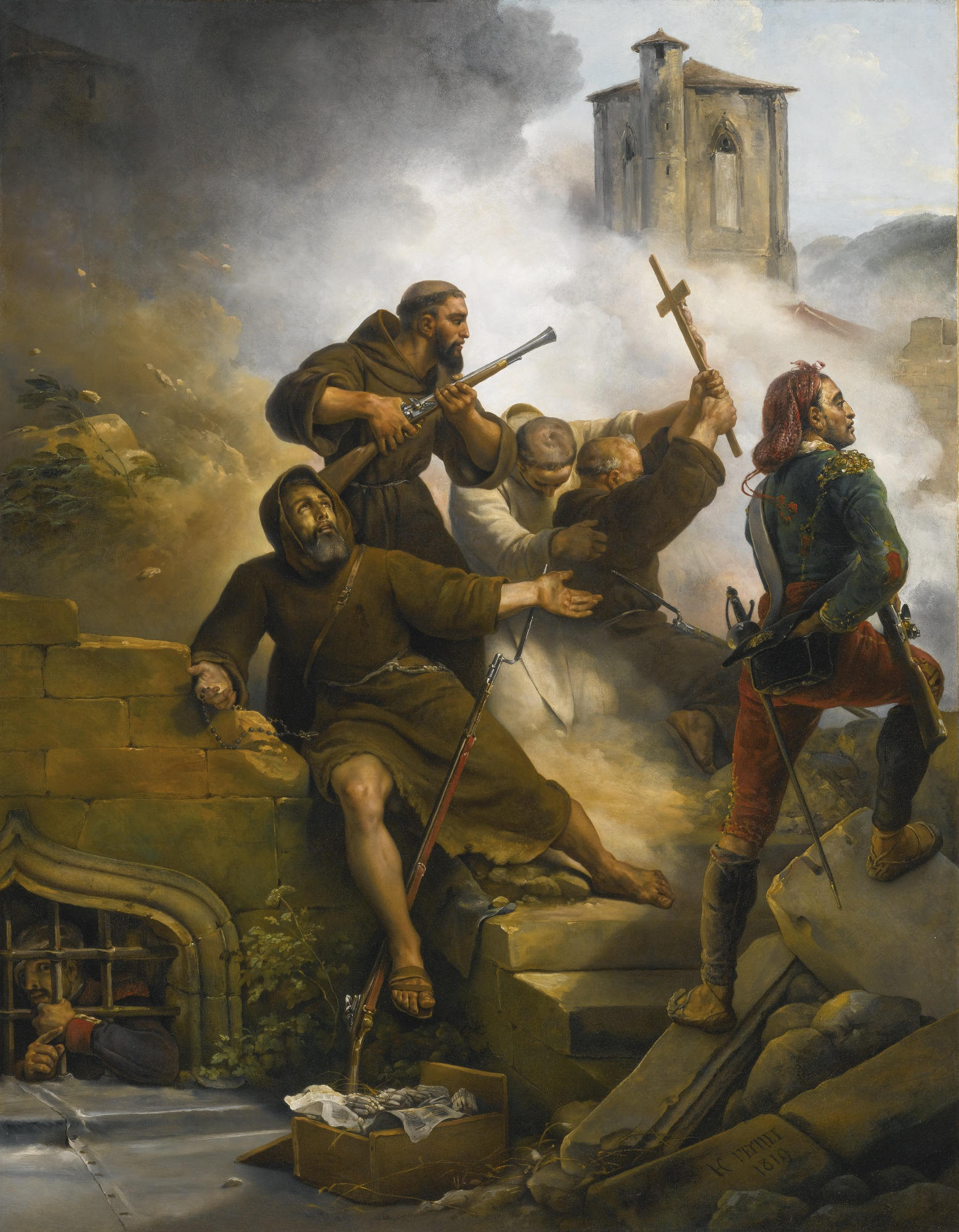
Monjes combatiendo durante el Sitio de Zaragoza (1808) en la Invasión Francesa de España. La oposición a los franceses fraguó un fuerte espíritu nacional en la población. Igualmente, desde el clero se animaba a la defensa de la nación frente a los intereses de Napoleón, a quien se consideraba como un anticristo.

Entendido no como una ideología sino como una mentalidad los orígenes del nacional-catolicismo se remontarían, según José Luis Rodríguez Jiménez, a comienzos del siglo XIX constituyendo a partir de entonces uno de los postulados del tradicionalismo español en cuanto que «supedita la idea nacional al plano religioso y sostiene que el destino histórico de España está ligado a la defensa y afirmación de la catolicidad en el mundo. [...] En este sentido, el nacional catolicismo arranca de un rechazo radical a la modernidad en términos culturales y políticos y construye un pasado idílico sustentado en las virtudes de la monarquía tradicional y la consustancialidad de la nación española con la religión católica, más concretamente en el catolicismo imperante en España en el siglo XVI; España se nos presenta como la nación escogida por la divinidad para desarrollar sus designios en el mundo terrenal». Según esta visión histórica la unión entre catolicismo y nación española se habría producido en el siglo VI con la conversión de Recaredo y se habría desarrollado durante la Reconquista, el reinado de los Reyes Católicos y la construcción del Imperio español. Después vendría un largo periodo de decadencia provocada precisamente por la extensión del pensamiento antirreligioso y «antiespañol» que habría comenzado en el siglo XVIII con la Ilustración. Por tanto para recuperar ese pasado glorioso había que «recristianizar» a los que habían sido «envenenados» por «doctrinas corruptas» mediante el restablecimiento de las instituciones tradicionales.
Esta mentalidad nacionalcatólica alcanzaría su apogeo en la zona sublevada de la guerra civil española de 1936-1939. Fue entonces cuando recibió el espaldarazo final gracias al apoyo incondicional de la jerarquía eclesiástica al bando sublevado (calificó la guerra civil como una «cruzada por la religión, por la patria y por la civilización cristiana»), y a la propaganda que identificaba catolicismo y nación española. La derecha ya había aprovechado con habilidad el anticlericalismo de la Segunda República Española, tanto la política soberanista y laicista (disolución de la Compañía de Jesús, enseñanza laica) como los casos de violencia anticlerical (incendios, profanaciones, atentados contra sacerdotes, religiosos y fieles católicos), para sustraer a la mayoría de los católicos del apoyo a la República. Se interpretó que la mayoría relativa de la CEDA en las elecciones de 1933, en que votó la mujer por primera vez, tuvo que ver con ello. La ajustada mayoría del Frente Popular en las elecciones de 1936 y el recrudecimiento de la violencia, intensificada como consecuencia del caos que siguió al golpe de Estado de julio de 1936, dieron el empujón definitivo para que la mayoría de los católicos de toda España apoyaran a los sublevados. Los asesinatos de clérigos (entre ellos algunos obispos), religiosas y la destrucción y profanación de edificios y todo tipo de arte religioso proporcionó más argumentos a los sublevados. Símbolo de todo ello fue el fusilamiento del Monumento al Sagrado Corazón de Jesús, que reinaba en el centro geográfico de España. Miles de soldados sublevados llevaban sobre el corazón una estampita que rezaba: «¡Tente bala, el Sagrado Corazón de Jesús está conmigo!». 

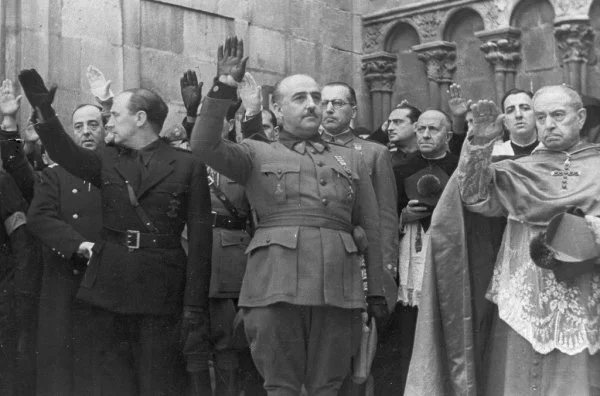
Francisco Franco y el arzobispo Manuel de Castro Alonso saludan brazo en alto desde la catedral de Burgos, año 1938.

Muchos de los obispos supervivientes se dejaron ver levantando el brazo en saludo falangista para mostrar su apoyo a Franco. Uno de los más activos fue el Cardenal Gomá, redactor de un texto definitivo: la Carta Colectiva del Episcopado Español. El golpe de Estado que da lugar a la Guerra Civil, llamado Alzamiento Nacional por los sublevados, se había convertido en una «cruzada», y Franco, «hombre providencial», en el nuevo don Pelayo. Gran parte de los miembros de la Iglesia veían a Franco como «salvador» ante los episodios violentos vividos entre 1934 y la Guerra Civil.

### Los católicos, familia del régimen

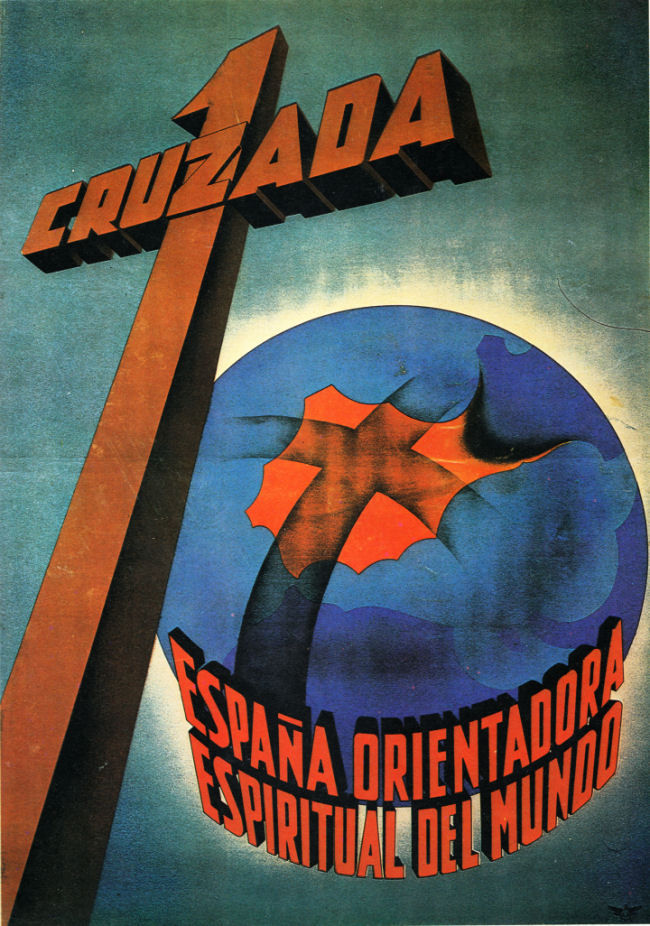
Propaganda del Bando sublevado de finales de la Guerra civil española, entendiendo el conflicto como una cruzada.

Se ha atribuido la acuñación del término al canónigo José María González Ruiz, no estando claro el sentido originario del término —si fue como expresión peyorativa o como una defensa de la restauración religiosa—, y que no tuvo un uso literario extendido hasta los años sesenta para referirse a características que marcaban mucho más al primer periodo del franquismo que al más tardío, en que se moderaron. Cualquiera que fuera, en ambos casos suponía dos evidentes analogías: hacia el exterior, la comparación del régimen de Franco con el nacionalsocialismo alemán que fue su aliado durante la guerra civil española y el comienzo de la Segunda Guerra Mundial; hacia el interior, como lectura de una división interna dentro de las llamadas familias del franquismo, se comparaba al nacionalsindicalismo, componente esencial de la ideología y práctica política del falangismo, y que era la familia que dentro del régimen manifestaba una más fuerte oposición a la familia católica, de más tradición dentro de la derecha española, luego rebautizados como tecnócratas, especialmente aquellos provenientes del Opus Dei. La habilidad de Franco para apoyarse sucesivamente en una u otra familia, repartiendo responsabilidades entre ellas, es una de las claves que le mantuvo en el poder.
El cambio de expectativas sobre el resultado de la Segunda Guerra Mundial fue trascendental para que Franco decidiera abandonar la retórica fascista de los falangistas y apostara decididamente por la retórica católica, más asumible por los aliados occidentales. Precisamente el Catecismo patriótico español del obispo Menéndez-Reigada (sin imprimátur), manual de adoctrinamiento aprobado por el Ministerio de Educación Nacional franquista y con una retórica antisemita y antidemocrática, fue retirado como libro de texto en las escuelas a partir de 1945, coincidiendo con el fin del conflicto y la consiguiente derrota de las potencias del Eje.
La homologación internacional de la ideología nacionalcatólica ha de hacerse a lo que Hugh Trevor-Roper ha definido como fascismo clerical, siendo el más tardío y exitoso de estos. Es imposible la homologación con la democracia cristiana, cuyas señas de identidad en la posguerra europea eran el europeísmo y el antifascismo (aparte de las que sí compartiría, como el anticomunismo y la vinculación a valores religiosos).

### «Por el Imperio hacia Dios»

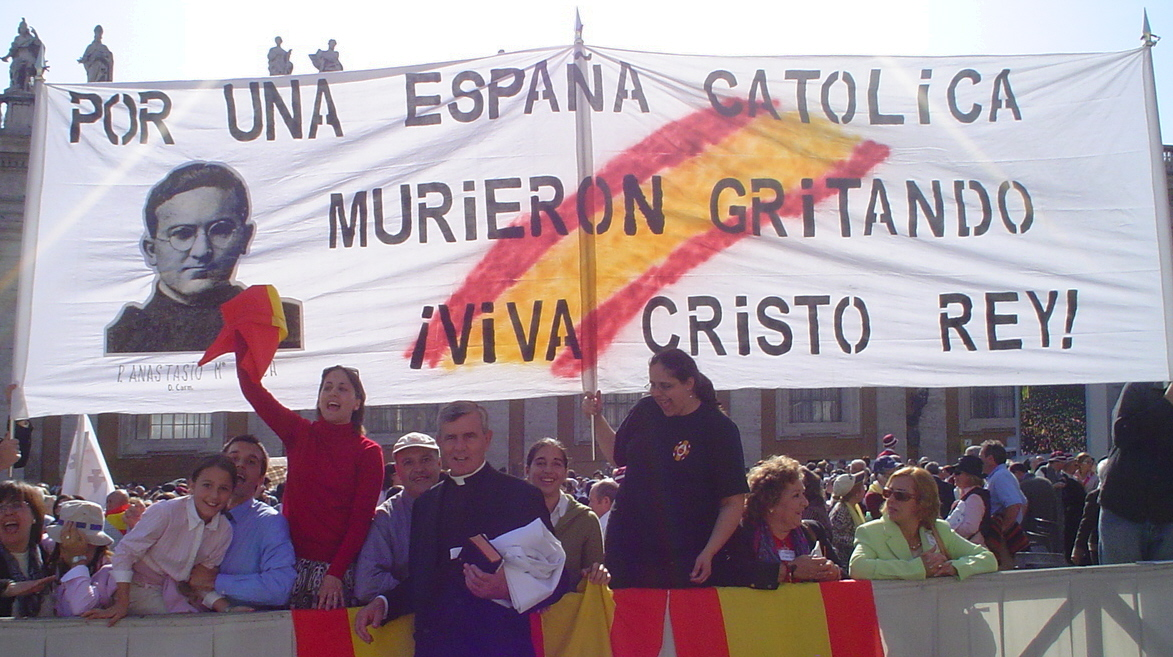
Pancarta durante la ceremonia de beatificación de 2007 en Roma de mártires españoles de la Guerra Civil.

Con semejantes consignas se atravesó la dura posguerra de veinte años —hasta 1959— en que Franco iba obteniendo paso a paso el reconocimiento internacional, con el sostenido apoyo del Vaticano, con el que se estableció en 1953 un Concordato decididamente favorable. La católica es la religión oficial, quedando las demás relegadas al ámbito privado. El Estado pone en nómina a los clérigos y se dota a la Iglesia de una amplia exención de impuestos. La institución tiene una autonomía prácticamente plena en la educación, que llegará a ser una suerte de imagen invertida de la escuela laica de la República (véase El florido pensil).

Es preciso que en las lecturas comentadas en la enseñanza de las Ciencias, de la Historia, de la Geografía, se aproveche cualquier tema para deducir consecuencias morales y religiosas.[...] La sociedad entera espera que el Magisterio, de misión tan sublime, que anhela sobre toda ponderación servir a España juntando en estrecho culto a Dios y a la Patria, será un esforzado cooperador de las glorias nacionales.
B. O. 8 de marzo de 1938.

Los maestros, figura equivalente en la represión del bando sublevado a los curas en el bando republicano, habían pasado por una dura depuración tras la guerra a cargo de la Comisión de Cultura y Enseñanza de la Junta Técnica del Estado, presidida por el escritor católico José María Pemán. A cambio, Franco hereda de la Monarquía Católica el derecho de presentación de obispos y la costumbre de entrar bajo palio en los templos. En las monedas aparece su efigie rodeada por la expresión: «caudillo de España por la gracia de Dios». Se erigieron templos característicos, sirviendo como ejemplo la Basílica del Valle de los Caídos.
Al igual que con los partidos que apoyaron el alzamiento (parte de la CEDA, la Comunión Tradicionalista, JONS, Falange Española) se formó el Movimiento Nacional (con las siglas FET y de las JONS), se procuró la unificación de los grupos católicos de la Segunda República (Asociación Católica Nacional de Propagandistas) en la Acción Católica.
La sociedad es progresivamente recristianizada, ya sea de grado o forzadamente. Miles de niños y jóvenes no bautizados en los años anteriores lo son ahora, ya que para diversos trámites administrativos se necesita certificado de bautismo. Se declaran inválidos los matrimonios únicamente civiles y los divorcios. Es la época de las vocaciones tardías o precoces (mil sacerdotes anuales entre 1954 y 1956) y la censura moral en películas y libros. Que Gilda se quitara un guante bailando fue un escándalo de graves proporciones. Es buen reflejo el ensayo de Carmen Martín Gaite Usos amorosos de la postguerra española (1987).
Uno de los momentos culminantes del espíritu nacionalcatólico sería el Congreso Eucarístico de Barcelona, celebrado en 1952. Sin embargo, la situación habría de cambiar. En la cerrada España de la posguerra podía mantenerse hasta cierto punto la pureza de fe y costumbres, pero el mismo concordato dio el pistoletazo de salida a la apertura del régimen al exterior. Esta comienza el mismo año 1953 con la firma de los acuerdos con Estados Unidos. Los tecnócratas del Opus Dei en el poder modernizan la economía. El turismo y la emigración se añadirán eficazmente a todo ello, además de la llamada Ley Fraga de 1966, que eliminó la censura previa. Las costumbres y la moral tradicionales no sobrevivirán a la transformación de la sociedad preindustrial.

### Elaggiornamiento
Desde el Concilio Vaticano II, la Iglesia católica se aleja progresivamente del franquismo. Obispos como Vicente Enrique y Tarancón dirigen un proceso que acabará con una cárcel especial para sacerdotes opositores al régimen en Zamora, que llegó a albergar a ciento veinte clérigos, y un obispo nacionalista vasco (Antonio Añoveros Ataún) prácticamente declarado persona non grata. Los movimientos cristianos de base, próximos ideológicamente a la teología de la liberación que empezaba a formularse en América Latina por sacerdotes locales y otros provenientes de España, mostraban una oposición al régimen tan firme como la de los ilegales partidos de izquierda y cobijaban las actividades de muchos opositores. La HOAC, hermandad obrera de Acción Católica, se había ido separando de las posturas oficiales del Movimiento Nacional, y de sus miembros salieron militantes para CC. OO., la FST, UGT y la USO[cita requerida], así como políticos de izquierda. Fue especialmente relevante la figura del «cura obrero» o de barrio, párrocos que se preocupaban más por los problemas diarios de la clase media y baja española que por cuestiones dogmáticas.
No obstante, seguía habiendo grupos ultracatólicos, con presencia de obispos como Guerra Campos, a los que puede englobarse en lo que dio en llamarse el búnker (los sectores más recalcitrantes del franquismo) con la Confederación Nacional de Excombatientes y la parte más inmovilista del Movimiento Nacional que intenta impedir la transición a la democracia tras la muerte de Franco. Algunos, como los Guerrilleros de Cristo Rey, llegan a recurrir a la violencia contra manifestaciones de la oposición e incluso atentan contra librerías que utilizan la tímida apertura para sortear la censura.
El punto final histórico del nacionalcatolicismo, como teoría central del Estado español, llegaría con el nuevo concordato y la Constitución de 1978, que define a España como un Estado aconfesional, reconociendo a la Iglesia católica como una institución con la que el Estado ha de tener una relación especial.

## Nacionalcatolicismo en otros países
En la Francia de los años 1920, la Federación Nacional Católica de Édouard de Castelnau ya había avanzado un modelo similar. Aunque llegó a tener un millón de miembros en 1925, tuvo una corta vida y en la práctica nunca alcanzó una importancia real; para 1930 había desaparecido prácticamente.
Durante las décadas de 1930 y 1940, el movimiento croata Ustaše de Ante Pavelić expuso una ideología similar, aunque ha recibido otras denominaciones, incluyendo "catolicismo político" y "Croatismo católico. Otros países en Europa Central y Oriental tuvieron otros movimientos similares de inspiración franquista que combinaban catolicismo con nacionalismo, como fue el caso de Austria, Polonia, Lituania y Eslovaquia.
En la Argentina, su principal medio de propaganda fue la revista Cabildo, actualmente dirigida por Antonio Caponnetto, con una marcada línea editorial xenófoba y antisemita. Los dictadores José Félix Uriburu, Pedro Eugenio Aramburu fueron identificados como nacionalcatólicos. El régimen dictatorial de Eduardo Lonardi y Pedro Eugenio Aramburu proclama como objetivo el "saneamiento moral", que conllevó a la eliminación de la mujer de la vida política y el establecimiento del único rol de la mujer como madre y ama de casa alejada de la vida pública.
En Venezuela, a partir de 1960 hasta 1973, existió un partido político de tendencias nacionalcatólicas (Movimiento de Acción Nacional. MAN) fundado por el periodista y político, separado del partido socialcristiano de orígenes falangistas COPEI, Don Germán Borregales.
En otros casos es utilizada como justificación para cometer delitos o usurpar el poder por «derecho divino», como por ejemplo la dictadura de Pedro Eugenio Aramburu, que utilizó como justificativo de su poder en las «connotaciones providenciales» que él poseía, para justificar el usurpamiento del poder a través de un golpe de Estado. Francisco Franco, al igual que Aramburu, creía que era un enviado de Dios en la tierra y se adjudicó el título de «caudillo de España por la gracia de Dios».